# Johann Amerbach
Johann(es) (von) Amerbach (lateinisch Johannes Amerbacensis oder Amorbachius, de Amerbach, eigentlich Johannes Welcker genannt Amerbach; * um 1440 in Amorbach; † 25. Dezember 1513 in Basel) war ein Buchdrucker und Verleger der Inkunabelzeit in Basel.

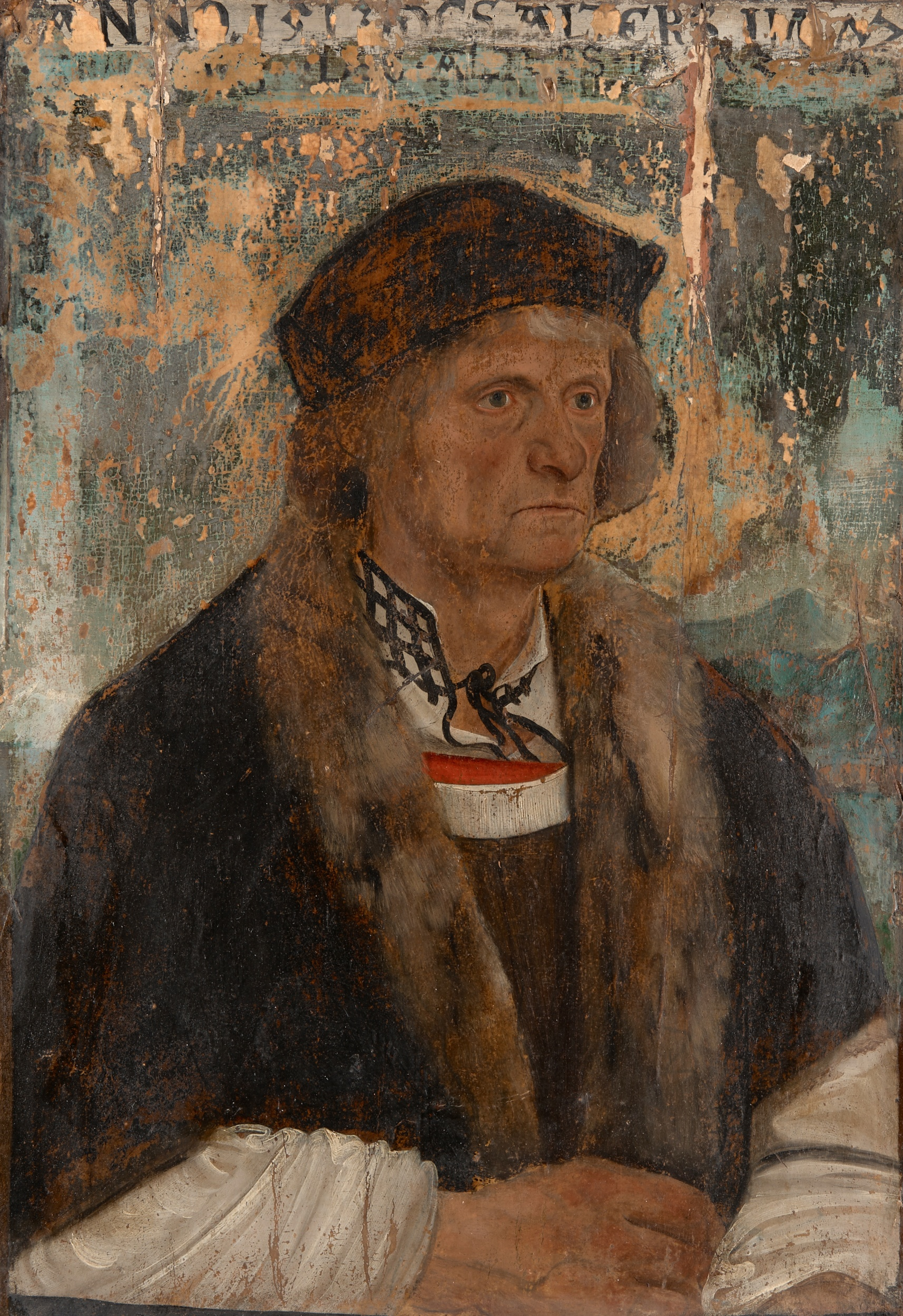
Bildnis des Johann Amerbach (?), 1513 (Kunstmuseum Basel)

## Leben
Geboren wurde Amerbach als Sohn des Bürgermeisters Peter Welcker. Er studierte an der Pariser Sorbonne, wo er Schüler von Johannes de Lapide war, der den Buchdruck in der französischen Hauptstadt eingeführt hat. Dort erwarb er 1461 den akademischen Grad eines Baccalaureus und 1462 den eines Magister artium liberalium. Wahrscheinlich hielt er sich anschließend für kurze Zeit in Venedig, dem Zentrum des humanistischen Buchdrucks, auf. Dies wird aus der Tatsache geschlossen, dass Amerbach von Zeitgenossen auch Johannes de Venetiis, Hans Venediger oder Hans von Venedig von Emrebach genannt wurde. Ob er dort bereits eine Ausbildung als Buchdrucker oder Buchhändler absolvierte, kann nicht mit Bestimmtheit gesagt werden. Verbürgt ist hingegen seine Anwesenheit in Basel seit dem Jahr 1477. Dort begann Amerbach kurze Zeit nach seiner Ankunft, als Drucker zu arbeiten. Sein erster Druck war nach heutiger Erkenntnis ein deutscher Almanach für das Jahr 1478, der spätestens zu Beginn dieses Jahres erschienen sein muss. Das erste größere Werk dürfte das von Johannes Reuchlin verfasste lateinische Lexikon Vocabularius breviloquus gewesen sein.
Im August des Jahres 1481 wurde Johann Amerbach Mitglied der Basler Zunft zu Safran,  die neben Gewürzhändlern zahlreiche weitere Berufe zusammenfasste, und im Mai 1484 Basler Bürger. Anno 1482 erwarb er in Kleinbasel in der Nähe der Kartause das Haus «zum Kaiserstuhl», kurz nach 1500 das Haus «zum Sessel» in Grossbasel. Aus den Steuerlisten jener Zeit ist ersichtlich, dass Johann Amerbach als Buchdrucker und Kaufmann schnell außerordentlich erfolgreich wurde. Der geschäftstüchtige Unternehmer arbeitete zunächst häufig mit Jakob Wolff von Pforzheim, später mit Johannes Petri und Johann Froben zusammen. Er stand mit dem Nürnberger Drucker und Verleger Anton Koberger ebenso in enger Geschäftsbeziehung wie mit Hans Grüninger in Straßburg.
Johann Amerbach heiratete 1483 Barbara, die verwitwete Tochter des Basler Ratsherrn Leonhard Ortenberg. Aus dieser Ehe gingen die Söhne Bruno (1484–1519), Basilius (1488–1535) und Bonifacius hervor. Nur Basilius hat für kurze Zeit den Beruf des Vaters ausgeübt.
1507 übernahm Johann Froben von Amerbach dessen Druckerei im Haus «zum Sessel» samt allem Zubehör. Johann Amerbach starb am 25. Dezember 1513 in Basel und wurde in der Kartause St. Margarethental bestattet.

## Werk

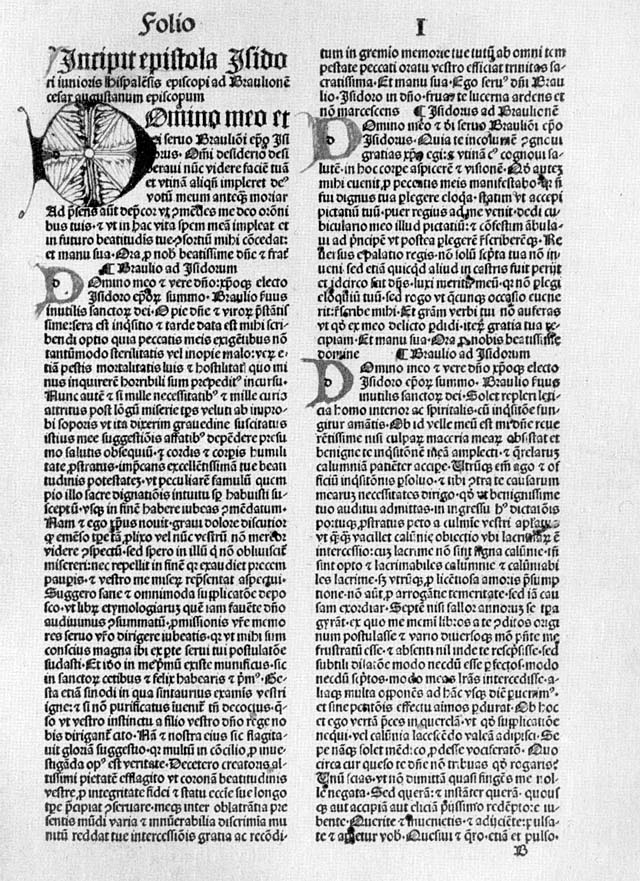
Isidor von Sevilla: Etymologiae (Johann Amerbach, Basel 1489)

Von grossem Einfluss auf Johann Amerbach war sein Pariser Lehrer Johannes Heynlin, der 1484 Prediger am Basler Münster wurde und 1487 als Mönch in das Kartäuserkloster St. Margarethental eintrat. Heynlin wirkte an zahlreichen Ausgaben mit, und auf ihn geht wohl auch Amerbachs Projekt zurück, die Werke der grossen Kirchenväter Ambrosius, Augustin, Papst Gregor und Hieronymus zu publizieren. Johann Amerbach pflegte gute persönliche Kontakte auch zu anderen bedeutenden Humanisten wie Johannes Reuchlin, Beatus Rhenanus und Sebastian Brant. Diese gelehrten Freunde arbeiteten auch als Korrektoren eng mit dem Basler Drucker zusammen. Es gilt als ein bleibendes Verdienst Johann Amerbachs, entscheidend an der Knüpfung der für das Basler Geistesleben des 15. und 16. Jahrhunderts außerordentlich fruchtbaren Bande zwischen Humanismus und Buchdruck mitgewirkt zu haben. Die Textgrundlagen für viele seiner Werke fand Amerbach in den reichen Handschriftenbeständen der Basler Kartause. Als Gegenleistung pflegte er die Erstlinge seiner Drucke der Klosterbibliothek zu schenken.
Amerbachs Druck- und Verlagsprogramm war in besonderem Maße von den Wertvorstellungen und Zielen der humanistischen Geisteshaltung geprägt. Er druckte Folioausgaben der lateinischen Bibel, scholastische Schriften, Wörterbücher sowie wissenschaftliche Ausgaben der Werke der Kirchenväter (darunter Augustinus und Ambrosius). Des Weiteren entstammten hervorragende Editionen der antiken Klassiker seiner Offizin. Besondere Aufmerksamkeit widmete Amerbach den Werken moderner Humanisten. So publizierte er u. a. Schriften von Petrarca, Enea Silvio Piccolomini, Marsilius Ficinus, Baptista Mantuanus und Franciscus Philelphus. Die Zahl seiner deutschsprachigen Drucke war gering.
Johann Amerbach verfügte über einen reichen Bestand unterschiedlicher Typenalphabete. So besaß er allein ein halbes Dutzend Antiqua-Schriften, hauptsächlich für den Druck der Kirchenväter und Humanisten. Durch seine Druckertätigkeit hat Amerbach viel dazu beigetragen, die Antiqua auch im deutschen Raum zu verbreiten.

## Ausgaben
- Die Amerbachkorrespondenz. Bearbeitet und herausgegeben im Auftrag der Kommission für die Öffentliche Bibliothek der Universität Basel von Alfred Hartmann, [ab Band 6] auf Grund des von Alfred Hartmann gesammelten Materials bearbeitet und herausgegeben von Beat Rudolf Jenny u. a., Band 1–11, Verlag der Universitätsbibliothek, Basel 1942–2010, ISBN 978-3-7965-1846-1, ISBN 978-3-7965-1037-3.
- Barbara C. Halporn (Hrsg.): The correspondence of Johann Amerbach. Early printing in its social context. University of Michigan Press, Ann Arbor 2000, ISBN 0-472-11137-X (Ausgabe ausgewählter Briefe mit englischer Übersetzung und Kommentar)